# Trichohelotium pineum
Trichohelotium pineum är en svampart som först beskrevs av Hermann Friedrich Bonorden, och fick sitt nu gällande namn av Matthias Sebastian Killermann 1935. Trichohelotium pineum ingår i släktet Trichohelotium, ordningen disksvampar, klassen Leotiomycetes, divisionen sporsäcksvampar och riket svampar.   Inga underarter finns listade i Catalogue of Life.